# Campionat del Món de motocròs 1974
La temporada de 1974 del Campionat del Món de motocròs fou la 18a edició d'aquest campionat, organitzat per la FIM. El calendari oficial constava d'11 Grans Premis, celebrats entre el 21 d'abril i l'11 d'agost.
Aquell any es disputà també la segona i darrera edició del Campionat d'Europa de motocròs en la categoria de 125cc, ja que a partir de 1975 esdevindria Campionat del Món.
La temporada de 1974 ha passat a la història pel polèmic desenllaç de la categoria de 250cc. Tot i guanyar-ne el títol el txec Jaroslav Falta al darrer Gran Premi, el de Suïssa, finalment en fou desposseït arran d'una reclamació de l'equip soviètic, anant a parar el títol a mans de Guennadi Moisseev. Anys a venir, el txec Ivo Helikar escrigué un llibre en què explicava amb detall la trama d'aquest afer: "El títol robat" (en txec: Ukradený titul).

## Sistema de puntuació
Barem de puntuació de 1973 a 1976:
| Posició | 1  | 2  | 3  | 4 | 5 | 6 | 7 | 8 | 9 | 10 |
| Punts   | 15 | 12 | 10 | 8 | 6 | 5 | 4 | 3 | 2 | 1  |

| Resultats que computen  |
| 1/2 + 1 de les mànegues |

## 500 cc

### Grans Premis
| Ronda | Data         | Gran Premi                    | Lloc           | 1a mànega          | 2a mànega       | Guanyador          | Resultats |
| ----- | ------------ | ----------------------------- | -------------- | ------------------ | --------------- | ------------------ | --------- |
| 1     | 21 d'abril   | Gran Premi d'Àustria          | Sittendorf     | Heikki Mikkola     | Heikki Mikkola  | Heikki Mikkola     | Resultat  |
| 2     | 5 de maig    | Gran Premi de França          | Gaillefontaine | Heikki Mikkola     | Heikki Mikkola  | Heikki Mikkola     | Resultat  |
| 3     | 26 de maig   | Gran Premi d'Itàlia           | Esanatoglia    | Heikki Mikkola     | Roger De Coster | Heikki Mikkola     | Resultat  |
| 4     | 3 de juny    | Gran Premi de Dinamarca       | Nissebjerget   | Heikki Mikkola     | Roger De Coster | Heikki Mikkola     | Resultat  |
| 5     | 9 de juny    | Gran Premi de Txecoslovàquia  | Přerov         | Heikki Mikkola     | Roger De Coster | Roger De Coster    | Resultat  |
| 6     | 16 de juny   | Gran Premi d'Alemanya         | Beuern         | Adolf Weil         | Gerrit Wolsink  | Adolf Weil         | Resultat  |
| 7     | 7 de juliol  | Gran Premi de Gran Bretanya   | Dodington Park | Jaak van Velthoven | Roger De Coster | Jaak van Velthoven | Resultat  |
| 8     | 14 de juliol | Gran Premi dels Estats Units  | Carlsbad       | Roger De Coster    | Gerrit Wolsink  | Gerrit Wolsink     | Resultat  |
| 9     | 28 de juliol | Gran Premi dels Països Baixos | Markelo        | Heikki Mikkola     | Roger De Coster | Roger De Coster    | Resultat  |
| 10    | 4 d'agost    | Gran Premi de Bèlgica         | Namur          | Heikki Mikkola     | Roger De Coster | Roger De Coster    | Resultat  |
| 11    | 11 d'agost   | Gran Premi de Luxemburg       | Ettelbruck     | Heikki Mikkola     | Bengt Åberg     | Jaak van Velthoven | Resultat  |

### Classificació final

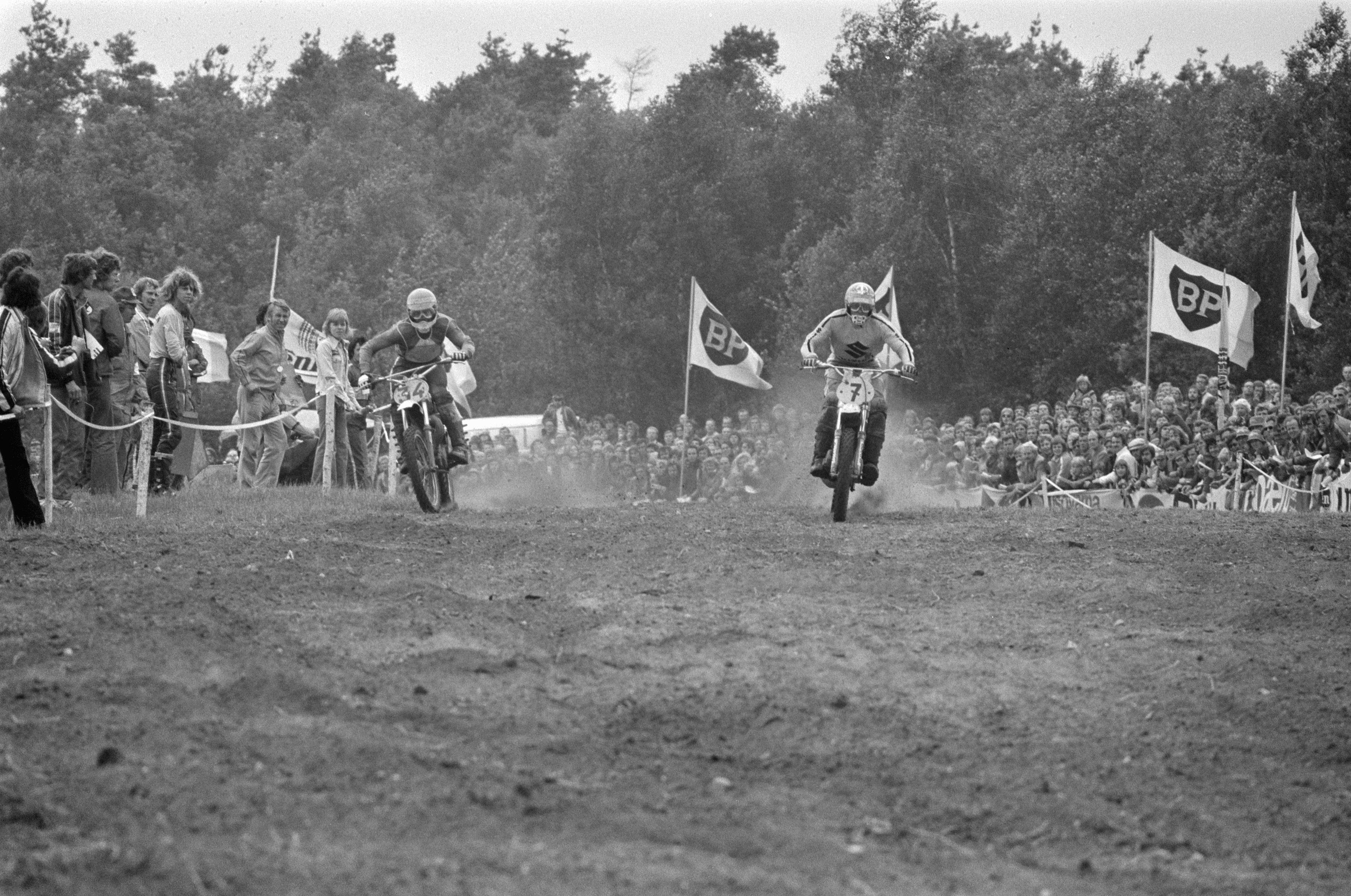
Heikki Mikkola i Gerrit Wolsink durant el GP dels Països Baixos de 500cc, disputat a Markelo el 28/7/1974

| Posició | Pilot              | Motocicleta | Punts |
| ------- | ------------------ | ----------- | ----- |
| 1       | Heikki Mikkola     | Husqvarna   | 174   |
| 2       | Roger De Coster    | Suzuki      | 165   |
| 3       | Adolf Weil         | Maico       | 133   |
| 4       | Gerrit Wolsink     | Suzuki      | 124   |
| 5       | Jaak Van Velthoven | Yamaha      | 109   |
| 6       | Willi Bauer        | Maico       | 88    |
| 7       | Ake Jonsson        | Yamaha      | 85    |
| 8       | Arne Kring         | Husqvarna   | 80    |
| 9       | Bengt Åberg        | Bultaco     | 69    |
| 10      | Brad Lackey        | Husqvarna   | 55    |

## 250 cc
El Campionat del Món de 250 cc s'estrenà el 7 d'abril amb la victòria a la primera mànega del primer Gran Premi de la temporada del nou pilot oficial de Montesa, el jove belga Raymond Boven (aleshores amb vint anys), qui sorprengué tothom en un enfangat Circuit del Vallès. Es repetia doncs la història de la temporada anterior, quan un desconegut Jim Pomeroy feu el mateix.

### Grans Premis
| Ronda | Data       | Gran Premi                    | Lloc                | Guanyador         | Equip    | Resultats |
| ----- | ---------- | ----------------------------- | ------------------- | ----------------- | -------- | --------- |
| 1     | 7 d'abril  | Gran Premi d'Espanya          | Sabadell-Terrassa   | Guennady Moisseev | KTM      | Resultat  |
| 2     | 21 d'abril | Gran Premi d'Itàlia           | Gallarate           | Jaroslav Falta    | ČZ       | Resultat  |
| 3     | 5 de maig  | Gran Premi de Txecoslovàquia  | Holice              | Miroslav Halm     | CZ       | Resultat  |
| 4     | 12 de maig | Gran Premi de Polònia         | Szczecin            | Guennady Moisseev | KTM      | Resultat  |
| 5     | 19 de maig | Gran Premi de Iugoslàvia      | Karlovac            | Torleif Hansen    | Kawasaki | Resultat  |
| 6     | 2 de juny  | Gran Premi de Gran Bretanya   | Portsmouth-Charlton | Torleif Hansen    | Kawasaki | Resultat  |
| 7     | 9 de juny  | Gran Premi d'Alemanya         | Bielstein           | Gaston Rahier     | Suzuki   | Resultat  |
| 8     | 16 de juny | Gran Premi dels Països Baixos | Valkenswaard        | Sylvain Geboers   | Suzuki   | Resultat  |
| 9     | 4 d'agost  | Gran Premi de Finlàndia       | Hyvinkää            | Harry Everts      | Puch     | Resultat  |
| 10    | 11 d'agost | Gran Premi de Suècia          | Upplands Väsby      | Torleif Hansen    | Kawasaki | Resultat  |
| 11    | 25 d'agost | Gran Premi de Suïssa          | Wohlen              | Harry Everts      | Puch     | Resultat  |

### Classificació final
| Posició | Pilot              | Motocicleta | Punts            |
| ------- | ------------------ | ----------- | ---------------- |
| 1       | Guennadi Moisséiev | KTM         | 145 net/162 brut |
| 2       | Jaroslav Falta     | ČZ          | 139 net/142 brut |
| 3       | Harry Everts       | Puch        | 132 net/160 brut |
| 4       | Torleif Hansen     | Kawasaki    | 101 net/101 brut |
| 5       | Gaston Rahier      | Suzuki      | 96 net/102 brut  |
| 6       | Håkan Andersson    | Yamaha      | 81 net/81 brut   |
| 7       | Pavel Rulev        | KTM         | 75               |
| 8       | Miroslav Halm      | ČZ          | 70               |
| 9       | Hans Maisch        | Maico       | 69               |
| 10      | Joël Robert        | Suzuki      | 58               |
| 11      | Sylvain Geboers    | Suzuki      | 53               |
| 12      | Raymond Boven      | Montesa     | 49               |

## II Copa FIM 125 cc

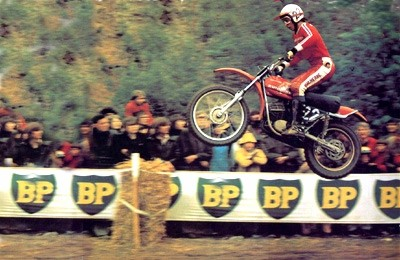
André Malherbe durant el Campionat d'Europa de 125cc (1974)

### Classificació final
| Posició | Pilot             | Motocicleta        | Punts            |
| ------- | ----------------- | ------------------ | ---------------- |
| 1       | André Malherbe    | Zündapp            | 229 net/245 brut |
| 2       | Fritz Schneider   | Zündapp            | 215 net/244 brut |
| 3       | Gilbert De Roover | Husqvarna          | 196 net/242 brut |
| 4       | Tommy Olsson      | Husqvarna          | 111 net/111 brut |
| 5       | Terbjorn Winzell  | Husqvarna          | 110 net/116 brut |
| 6       | Michel Combes     | Montesa/Ancillotti | 110 net/110 brut |
| 7       | Göte Liljegren    | Zündapp            | 82               |
| 8       | Giancarlo Curradi | Ancillotti         | 63               |
| 9       | Johnny Vink       | Kawasaki           | 59               |
| 10      | Dario Nani        | SWM                | 58               |

## Resum: Podi final 1974
|           | 500 cc          | 500 cc    | 250 cc            | 250 cc | 125 cc            | 125 cc            |
| Campió    | Heikki Mikkola  | Husqvarna | Guennadi Moisseev | KTM    | André Malherbe    | Zündapp           |
| Subcampió | Roger De Coster | Suzuki    | Jaroslav Falta    | ČZ     | Fritz Schneider   | Zündapp           |
| Tercer    | Adolf Weil      | Maico     | Harry Everts      | Puch   | Gilbert De Roover | Husqvarna/Zündapp |